# Elleanthus hymenophorus
Elleanthus hymenophorus es una especie  de orquídea con hábitos terrestres. Es originaria de América.

## Descripción
Es una orquídea de tamaño  medio a grande, que prefiere el clima cálido y que crece con hábitos terrestres en taludes empinados hierba, pudiendo ser epífita en algún momento. Tiene un simple tallo envuelto por vainas de hojas rugosas y que llevan de tres a varias hojas, cartáceas, plicadas, elíptico-ovadas, acuminadas. Florece en el otoño en una inflorescencia terminal, racemosa de 4 a 12 cm de largo, densamente cubierta de flores.

## Distribución y hábitat
Se encuentra en el sureste de México a Perú en los bosques húmedos de montaña en alturas de 650 a 2000  metros

## Sinonimia
- Elleanthus albertii Schltr. 1923
- Elleanthus curtii Schltr. 1923
- Evelyna hymenophora Rchb.f. 1852[1]